# Serzedelo (Guimarães)
Serzedelo é uma vila portuguesa sede da Freguesia de Serzedelo do Município de Guimarães, freguesia com 5,14 km² de área e 3 418 habitantes (censo de 2021), tendo, assim uma densidade populacional de 665 hab./km².
A povoação de Serzedelo foi elevada à categoria de vila pela lei n.º 79/95 de 30 de Agosto de 1995.
Serzedelo dista cerca de 13 km da sede do município. Surge mencionada em documento de 1038, tendo pertencido à terra medieval de Vermoim. Vem longamente mencionada nas Inquirições desde 1220. A sua igreja paroquial, provavelmente do século XII, é um belo exemplar de templo românico. Pertencente ao concelho de Vila Nova de Famalicão, esta freguesia foi incluída no de Guimarães em 30-12-1853. Foi abadia da apresentação do Ordinário, no termo de Barcelos e comenda da Ordem de Cristo.

## Património
- Igreja de Santa Cristina de Serzedelo ou Igreja de Serzedelo[6]
- Capela das Senhoras do Monte
- Capela de São João
- Capela do Senhor do Calvário
- Capela de São Bartolomeu
- Capela de São Pedro
- Alminhas de Soeiro

### Ponte medieval do Soeiro

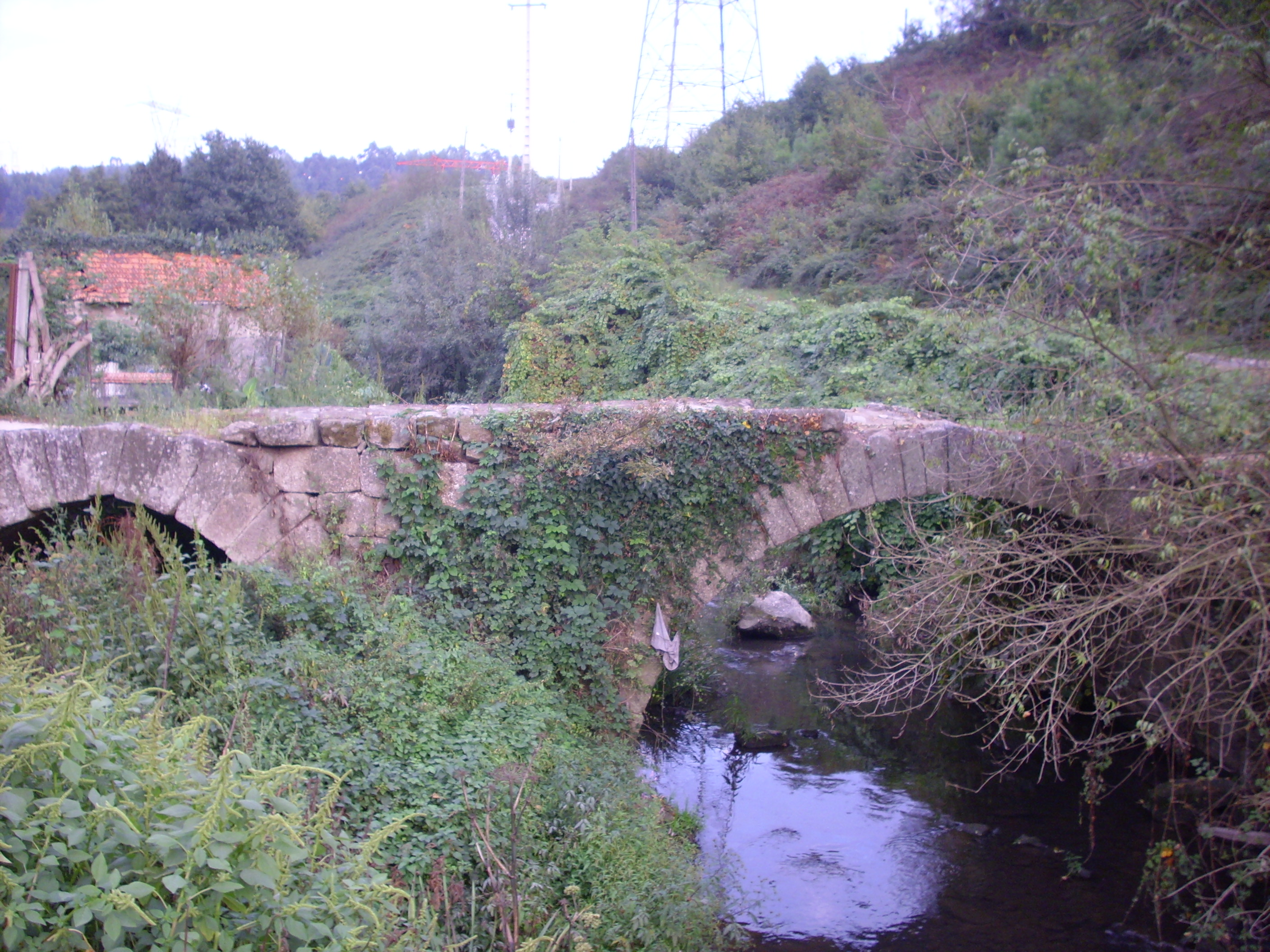

A ponte medieval do Soeiro sobre o rio Selho permite a ligação a Gondar, ambas no município de Guimarães. A estrutura construída no período entre século V e o século XV é composta por dois arcos e tabuleiro com ligeira inclinação em cavalete.

## Festas e Romarias
- Santa Cristina (Padroeira - 24 de Julho)
- Festa das Cruzes (3 de Maio)
- São Pedro (29 de Julho)
- São Bartolomeu (24 de Agosto)

## Demografia
A população registada nos censos foi:
| Ano  | 0-14 Anos | 15-24 Anos | 25-64 Anos | > 65 Anos |
| 2001 | 758       | 696        | 2212       | 407       |
| 2011 | 489       | 467        | 2204       | 520       |
| 2021 | 382       | 324        | 1910       | 802       |